# روزی روزگاری در چین ۵
روزی روزگاری در چین ۵ (به زبان انگلیسی: Once Upon a Time in China V) یک فیلم سینمایی اکشن و رزمی هنگ کنگی محصول سال ۱۹۹۴ که توسط تسوی هارک نوشته و کارگردانی شده‌است. این فیلم پنجمین قسمت از سری فیلم‌های روزی روزگاری در چین است که وینسنت ژائو نقش وانگ فی-هونگ را به عنوان استاد هنرهای رزمی چینی و قهرمان ملی قومیت کانتونی از زمان گرفتن شخصیت از جت لی در قسمت چهارم این فیلم به تصویر کشیده‌است. همچنین هارک تسوی دوباره کارگردانی این فیلم را برعهده گرفت. (که درقسمت چهارم فیلم نویسنده و تهیه‌کننده بود)

## بازیگران
- وینسنت ژائو در نقش وانگ فی-هونگ
- روزاموند کوآن
- کنت چنگ
- راجر کوک
- هانگ یان-یان
- ژان وانگ
- خوانگ چی‌یینگ
- دیان لام
- جیمز وانگ